# Li Shida
Li Shida (chinois simplifié : 李士达 ; chinois traditionnel : 李士達 ; pinyin : lǐ shìdá, 1550-1620) est un peintre chinois, du Xian de Nanzhiwu (南直吴县/南直吳縣), actuelle Suzhou dans la province du Jiangsu, sous la Dynastie Ming.
En 1574, il passe avec succès les Examens impériaux et pratique la peinture traditionnelle chinoise, avec une certaine prédilection pour le shanshui (paysages au lavis).
Il a interprété des thèmes anciens dans :
- Les trois bossus (《三驼图》) ;
- Le pipa de Xuyang (《浔阳琵琶图》) ;
- Réunion élégante dans le jardin ouest 《西园雅集图》.

## Galerie

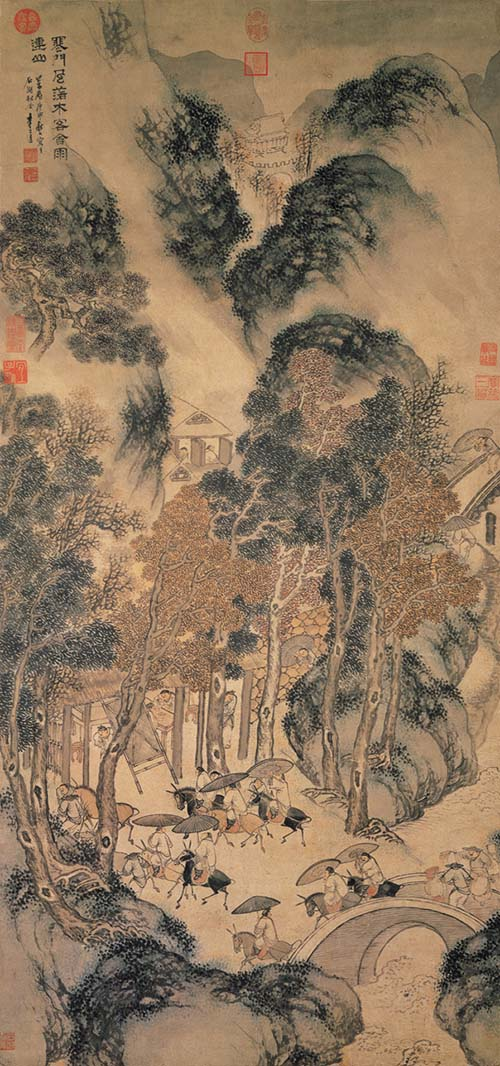
« Vent et pluie sur un col de montagne » (《关山风雨图轴》)
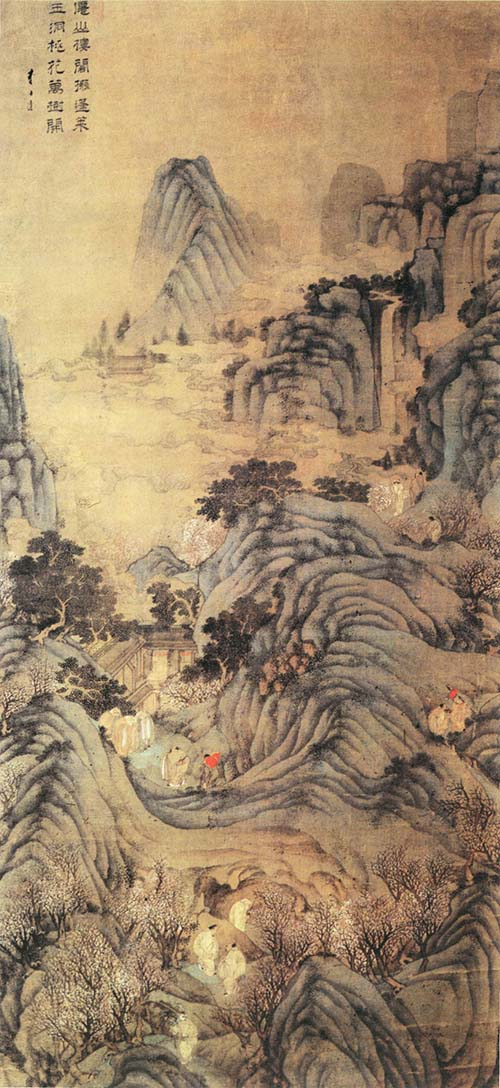
« Chalet des immortels » (仙山楼阁图)
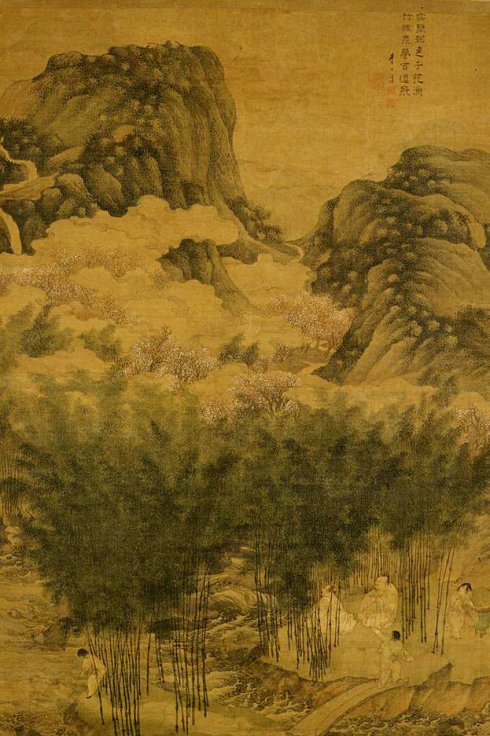
« Son de la source au milieu des bambous » (竹里泉声图)
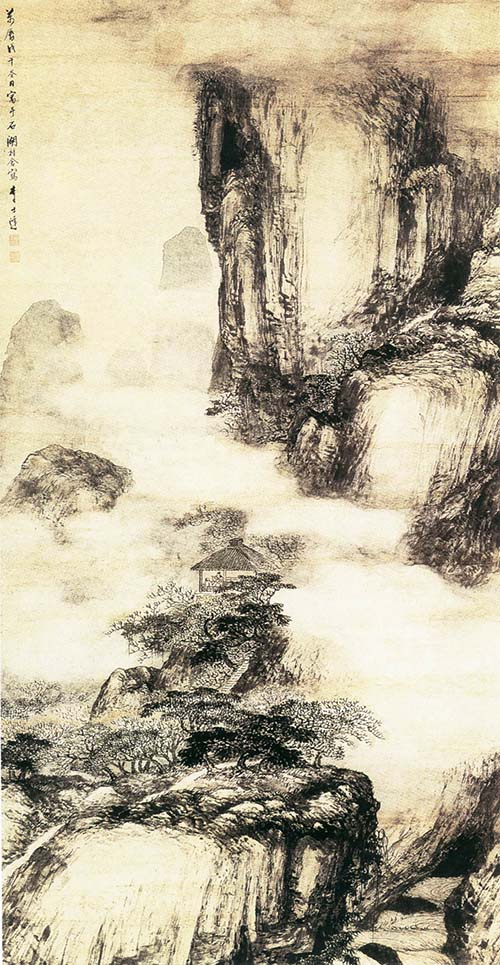
« Paysage d'automne » (秋景山水图)
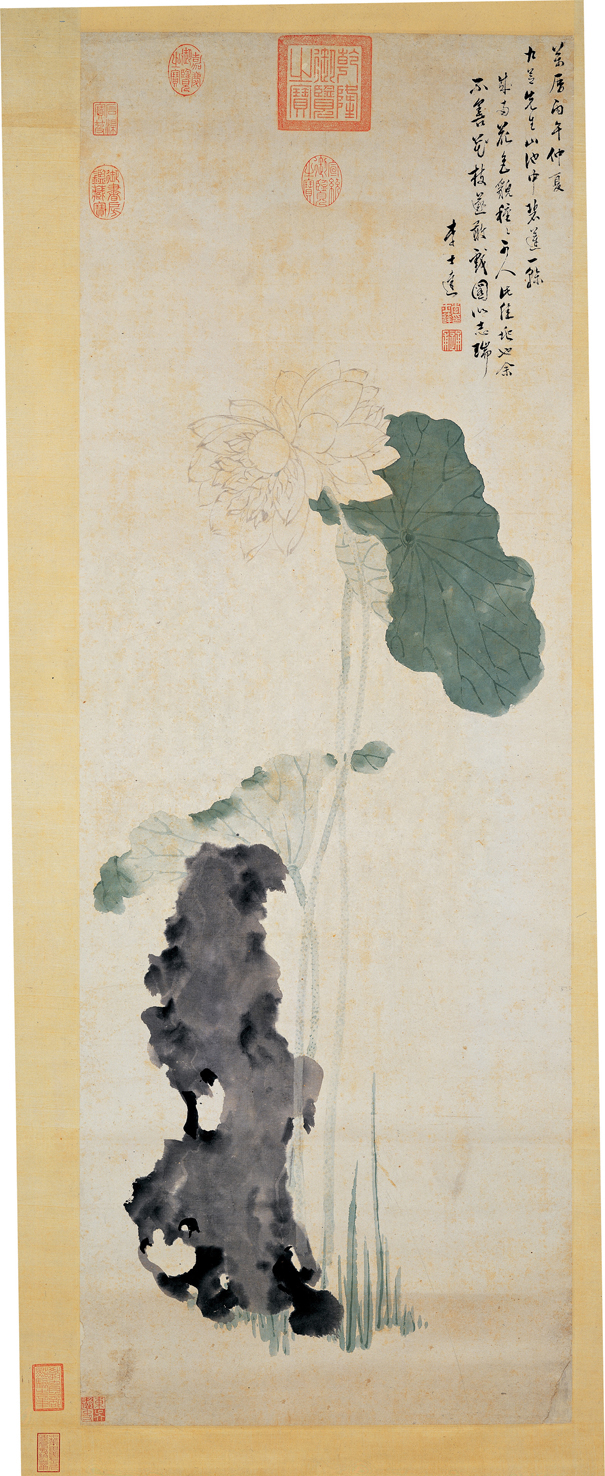
« Lotus favorable » (瑞莲图)
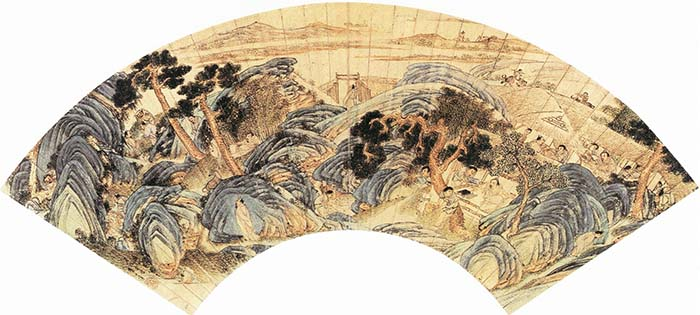
« Lac de pierres » (石湖图)